# بيرتي كوكونن
بيرتي لوري جوهاني كوكونن (مواليد 5 يونيو 1942 هلسنكي، فنلندا) هو سفير فنلندي.

## التعليم
في عام 1965، تخرج بيرتي كوكونن بدرجة البكالوريوس في العلوم السياسية. في عام 1966، نال الماجستير في العلوم السياسية من جامعة هلسنكي.

## المسيرة
في عام 1965، انضم بيرتي كوكونن إلى وزارة الشئون الخارجية الفنلندية. شغل أول مناصبه في باريس وبوخارست كملحق ثقافي وسكرتير. في عام 1970، رُقّي إلى منصب سكرتير السفارة. في عام 1972، رُقّي كوكونن إلى منصب سكرتير قسم في الوزارة. في عام 1973، دعا الرئيس الفنلندي أورهو ككونن رئيس السنغال الأول ليوبولد سنغور لزيارة فنلندا. منح الرئيس ليوبولد سنغور لبيرتي كوكونن وسام الأسد الوطني برتبة ضابط. في عام 1973، رُقّي كوكونن إلى منصب السكرتير الأول في السفارة الفنلندية في كوبنهاغن بالدنمارك. في عامي 1973 و1977، وتقديرًا لجهوده في تعزيز العلاقات بين فنلندا والدنمارك، نال بيرتي كوكونن اثنين من وسام دانيبروغ من الدرجة الأولى، من مارغريت الثانية ملكة الدنمارك. في عام 1976، رُقّي كوكونن إلى منصب رئيس قسم في الوزارة. في العام نفسه، منح الرئيس الفنلندي أورهو ككونن بيرتي كيكونن نيشان أسد فنلندا من الدرجة الأولى. في 1978، رُقّي بيرتي كوكونن إلى منصب مستشار.

### رئيس البعثة الدبلوماسية في جنوب أفريقيا
في عام 1980، تولى بيرتي كوكونن منصب القائم بالأعمال في بريتوريا بجنوب أفريقيا. في 1949، ورغم إقامة علاقات دبلوماسية بين فنلندا وجنوب أفريقيا، إلا أن فنلندا لم تدعم نظام الفصل العنصري في جنوب إفريقيا. في عام 1984، مُنح بيرتي كوكونن نيشان الرجاء الصالح.

### نائب رئيس البعثة في الولايات المتحدة الأمريكية
في عام 1984، نُقل بيرتي كوكونن إلى السفارة الفنلندية في واشنطن بالولايات المتحدة الأمريكية، حيث تولى منصب نائب رئيس البعثة. عمليًا، تولى بيرتي كوكونن إدارة السفارة الفنلندية؛ بسبب نزاع مالي بين السفير الفنلندي والوزارة. ظل بيرتي كوكونن في هذا المنصب حتى عام 1986. منذ عام 1986 وحتى 1992، عمل بيرتي كوكونن مستشارًا في الوزارة في فنلندا.

### سفير في الكويت وقطر والبحرين والإمارات العربية المتحدة
في عام 1992، رُقّي بيرتي كوكونن إلى منصب مستشار الشؤون الخارجية. في العام نفسه، عيّنه رئيس فنلندا ماونو كويفيستو سفيرًا لفنلندا لدى الكويت والبحرين وقطر والإمارات العربية المتحدة. حتى 1998، شغل بيرتي كوكونن هذا المنصب. في عام 2004، زار وفد برلماني كويتي هلسنكي في فنلندا. في مأدبة عشاء أقامها الأمين العام للبرلمان الفنلندي، سيبو تييتينن، ألقى السفير بيرتي كوكونن كلمة وصف فيها الديوانيات الكويتية بأنها أفضل أشكال الديمقراطية.

## أوسمة
في عام 1986، مُنح بيرتي كوكونين المواطنة الفخرية. في عام 1998، مُنح بيرتي كوكونن وسام الاستحقاق العسكري من قوات الدفاع الفنلندية.
- السنغال: وسام الأسد الوطني برتبة ضابط (1973)
- الدنمارك: وسام دانيبروغ (1973)
- فنلندا: نيشان أسد فنلندا من الدرجة الأولى (1976)
- الدنمارك: وسام دانيبروغ من الدرجة الأولى (1977)
- جنوب أفريقيا: نيشان الرجاء الصالح (1984)
- الولايات المتحدة فلوريدا: (1986) المواطنة الفخرية
- فنلندا: (1998) وسام الاستحقاق العسكري من قوات الدفاع الفنلندية[12]